# NGC 4218
NGC 4218 este o galaxie spirală situată în constelația Câinii de Vânătoare. A fost descoperită în 9 martie 1788 de către William Herschel. Se află la o distanță de 13,8 megaparseci de Pământ.